# زرين مهرآباد (مقاطعة دورة)
زرين مهرآباد (بالفارسية: زرین مهرآباد) هي قرية تقع في قسم دورة الريفي (مقاطعة دورة) في إيران. يقدر عدد سكانها بـ 319 نسمة .